# 膨張比
膨張比（ぼうちょうひ、英: expansion ratio）は、自動車用語の一種で吸気（混合気や空気）、排気の入口全圧/出口全圧の数値。この数値の大きさに比例して、エンジンの振動とトルクは大きくなる。